# سس سیر

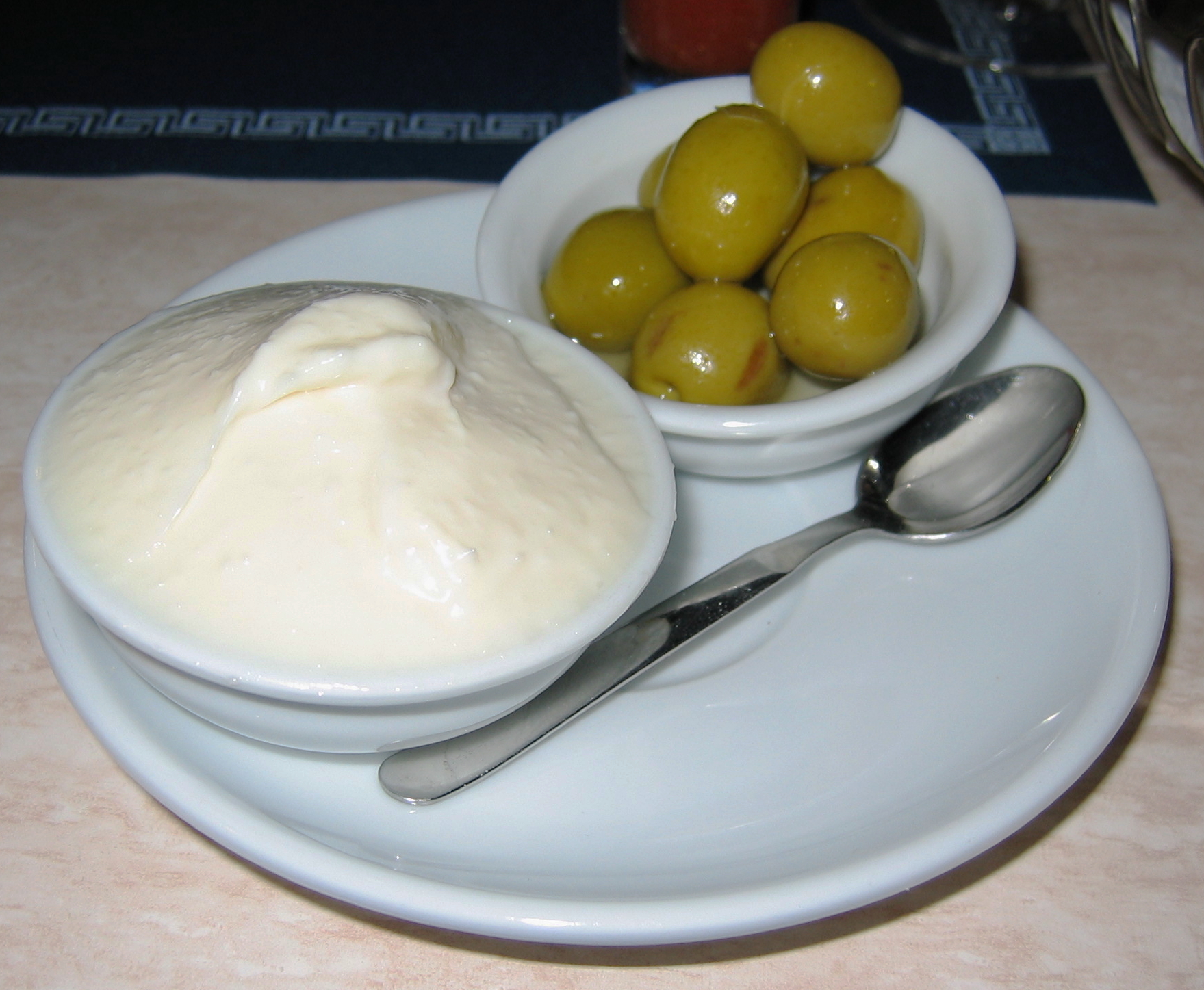
آیولی با زیتون

سس سیر سسی است که با استفاده از سیر به عنوان ماده اولیه تهیه می‌شود. این سس معمولاً یک سس تند است که عمق طعم آن با مقدار سیر استفاده شده، تعیین می‌شود. در این سس سیر معمولاً له شده یا ریز خرد می‌شود. سس ساده سیر، از سیر و یک ماده دیگر مانند روغن، کره یا سس مایونز تشکیل شده که از آن برای معلق کردن سیر از طریق امولسیون استفاده می‌شود. برای تهیه سس می‌توان از مواد اضافی مختلفی استفاده کرد.
سس سیر را می‌توان برای طعم دادن به بسیاری از غذاها و بشقاب‌ها مانند استیک، ماهی، غذاهای دریایی، گوشت گوسفند، دنده، مرغ، تخم‌مرغ و سبزیجات استفاده کرد. از این سس به عنوان چاشنی نیز استفاده می‌شود.

## انواع

### آگلیاتا

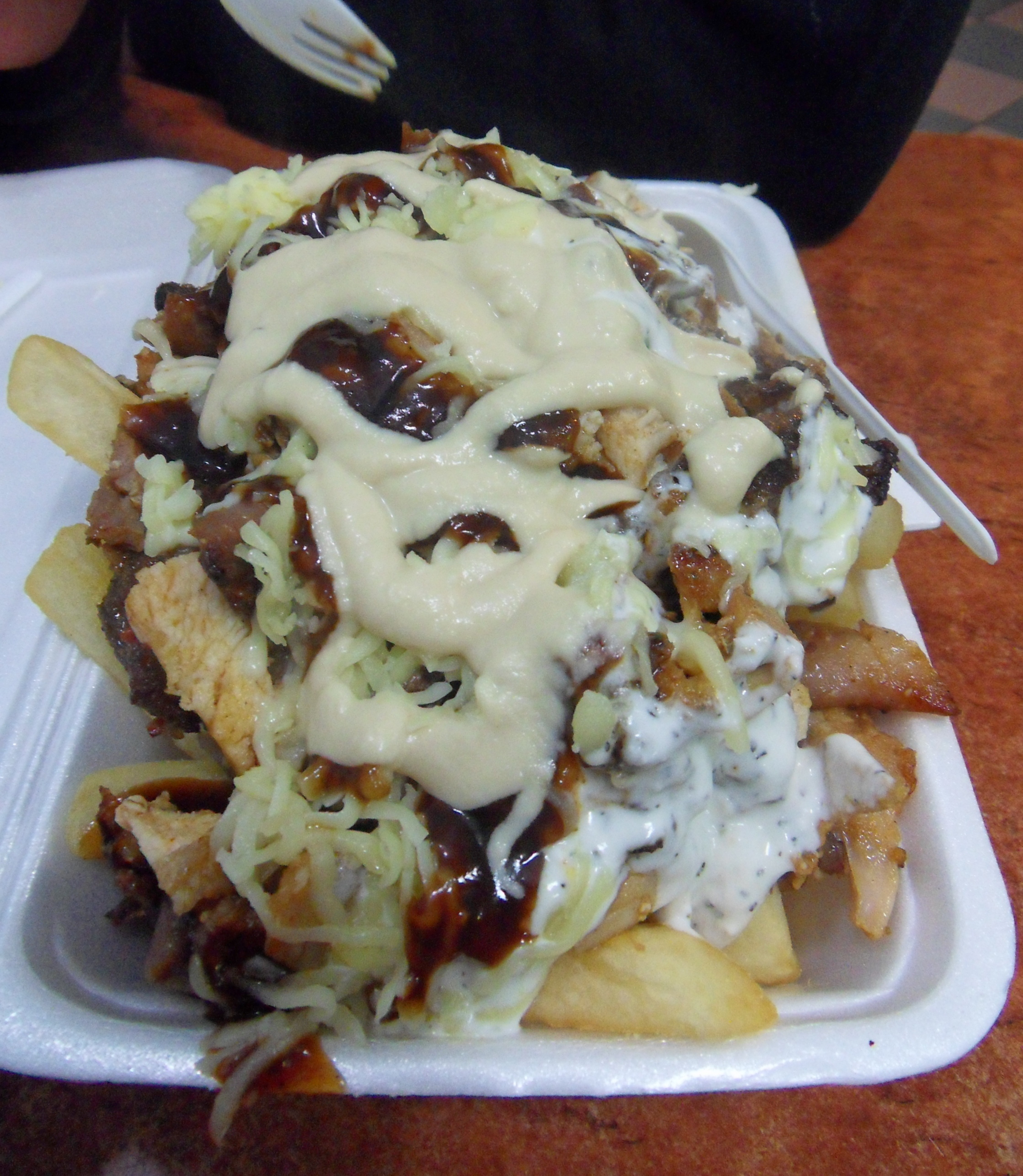
سس سیر روی دونر کباب استفاده می‌شود

آگلیاتا یک سس و چاشنی سیر خوشمزه و تند در آشپزی ایتالیایی است که برای طعم دادن و همراهی با گوشت کبابی یا آب‌پز، ماهی و سبزیجات استفاده می‌شود. این سس اولین بار در روم باستان دیده شده و بخشی از غذاهای لیگوریا باقی مانده است. پوراتا سس مشابهی است که به جای سیر با تره‌فرنگی تهیه می‌شود.

### آیولی
آیولی یک سس مدیترانه‌ای است که از سیر و روغن زیتون تهیه می‌شود. در برخی مناطق از امولسیفایرهای دیگری مانند تخم‌مرغ استفاده می‌گردد. این نام‌ها در زبان کاتالانی و پروانسالی به معنای «سیر و روغن» هستند که به ویژه با غذاهای سواحل مدیترانه اسپانیا (والنسیا، کاتالونیا، جزایر بالئاریک، مورسیا و اندلس شرقی)، فرانسه (پروانس) و ایتالیا (لیگوریا) مرتبط است.

### فیل‌فیل چوما
فیلفیل چوما یک دستور غذای از یهودیان لیبی آفریقای شمالی است که از پودر فلفل شیرین و تند، انبوهی از سیر آسیاب شده، زیره سیاه و سبز تهیه می‌شود. از آن در آشپزی اتیوپی به عنوان سس دیپ و به عنوان سسی برای مزه‌دار کننده گوشت، یا به عنوان چاشنی پایه برای غذاهایی مانند خورش و سس استفاده می‌شود.

### سس سیر عسلی

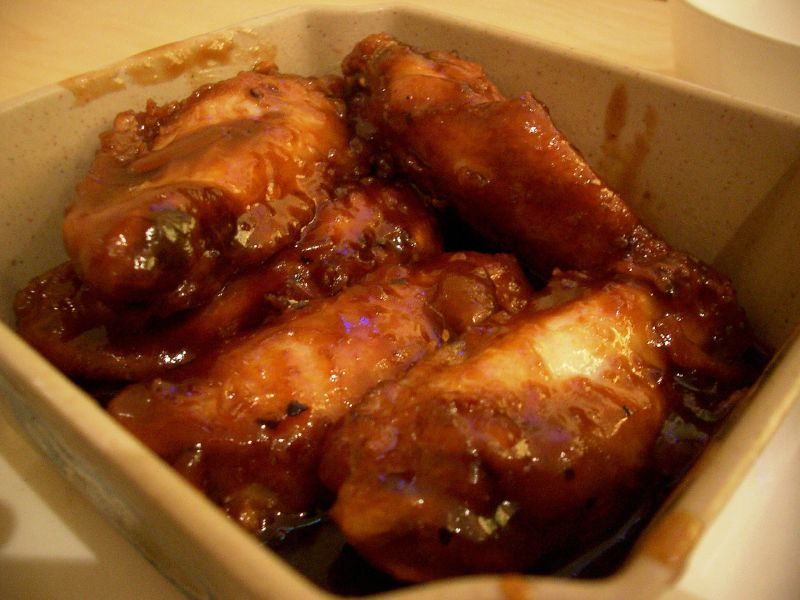
بال مرغ با سس سیر عسلی

سس سیر عسلی نوعی سس ترش و شیرین است که طعمی شبیه مخلوط عسل و سیر دارد که در کانادا محبوب است. سیر عسلی یکی از سس‌هایی است که روی بوفالو وینگ، دنده و سایر غذاها مانند کوفته می‌مالند.

### موجو
در آشپزی کوبایی، موجو به هر سسی که با سیر، روغن زیتون یا چربی خوک و آب مرکبات، به‌طور سنتی آب نارنج درست شود، اطلاق می‌شود. معمولاً برای طعم دادن به غده کاساوا و همچنین برای مزه‌دار کردن گوشت خوک کبابی استفاده می‌شود. بدون وجود پونه کوهی در آن، سس به‌طور معمول «موهیتو» نامیده می‌شود و برای فرو بردن چیپس پلانتین و کاساوا سرخ شده (یوکا) استفاده می‌شود. برای تهیه سسی که گوشت خوک در آن خوابانده شود، مواد تشکیل دهنده آب نارنج، سیر، پونه کوهی، زیره و نمک است. سیر همچنین به عنوان یک ماده در سایر آماده‌سازی‌های موجو در آشپزی مختلف استفاده می‌شود.

### مژده

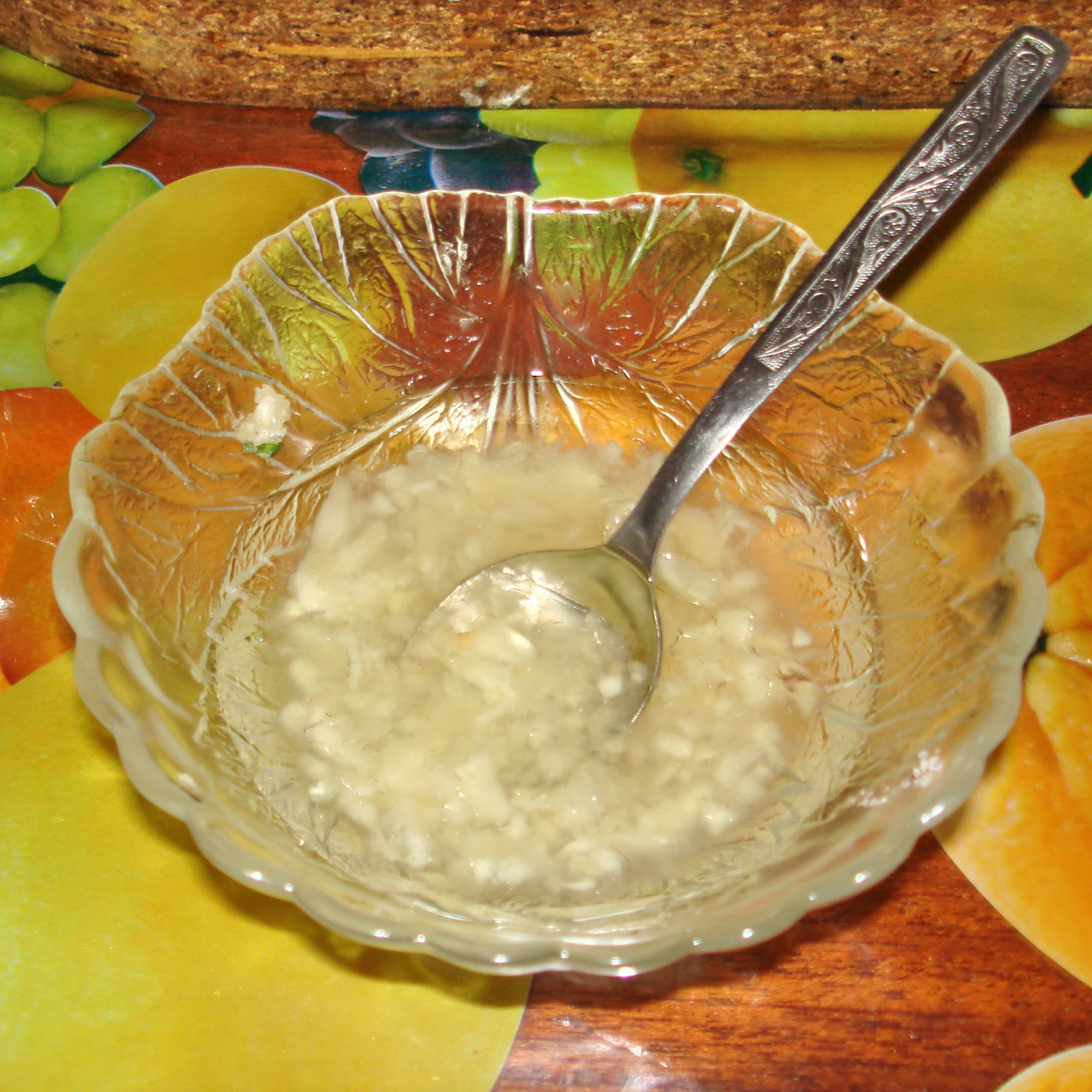
مژدی

مژدی یک سس تند در آشپزی رومانیایی است که از حبه‌های سیر له و آسیاب شده به شکل خمیری نمک زده و با آب و روغن گیاهی مخلوط می‌شود. روغن آفتابگردان تقریباً همیشه استفاده در آن می‌شود. خامه ترش هم می‌توان به آن اضافه نمود.

### اسکوردالیا
اسکوردالیا یک پوره غلیظ (یا سس، دیپ، مالیدنی و غیره) در آشپزی یونانی است که از ترکیب سیر له شده با پایه حجیم - که ممکن است پوره از سیب‌زمینی، گردو، بادام یا نان بیات خیس شده در مایع باشد - تهیه می‌شود و سپس در روغن زیتون مخلوط شده تا امولسیون یکدستی به دست آید. سرکه نیز اغلب به آن اضافه می‌شود.

### تعلیه
تعلیه (عربی مصری: تقلیة‎ به معنای واقعی کلمه سرخ کردن) نوعی سس سیر در آشپزی مصری است که با سرخ کردن سیر با قی و سپس افزودن گشنیز و فلفل تند تهیه می‌شود. از آن به عنوان ماده ای برای طعم دادن به بامیا و کشری استفاده می‌شود.

### تاراتور
تاراتور از ارده، آبلیمو و سیر تهیه می‌شود، سس خامه‌ای سیر در آشپزی کشورهای عربی خلیج فارس و آشپزی فرانسوی است که سلف سس آیولی است. اولین بار در منطقه سوریه بزرگ توسط دهقانان تهیه شد. بعدها توسط فنیقی‌ها به شبه‌جزیره ایبری آورده شد و همچنین در زمان‌های بعد توسط اعراب هم به این مکان آورده شد. از آنجا این سس به جنوب فرانسه راه پیدا کرد.

### سس گوجه‌فرنگی و سیر
سس گوجه‌فرنگی و سیر با استفاده از گوجه‌فرنگی به عنوان ماده اصلی تهیه می‌شود و در آشپزی‌ها و غذاهای مختلف استفاده می‌گردد. آلا پیتزایولا در آشپزی ایتالیایی به سس گوجه‌فرنگی و سیر گفته می‌شود که در پیتزا، پاستا و گوشت استفاده می‌گردد.

### توم

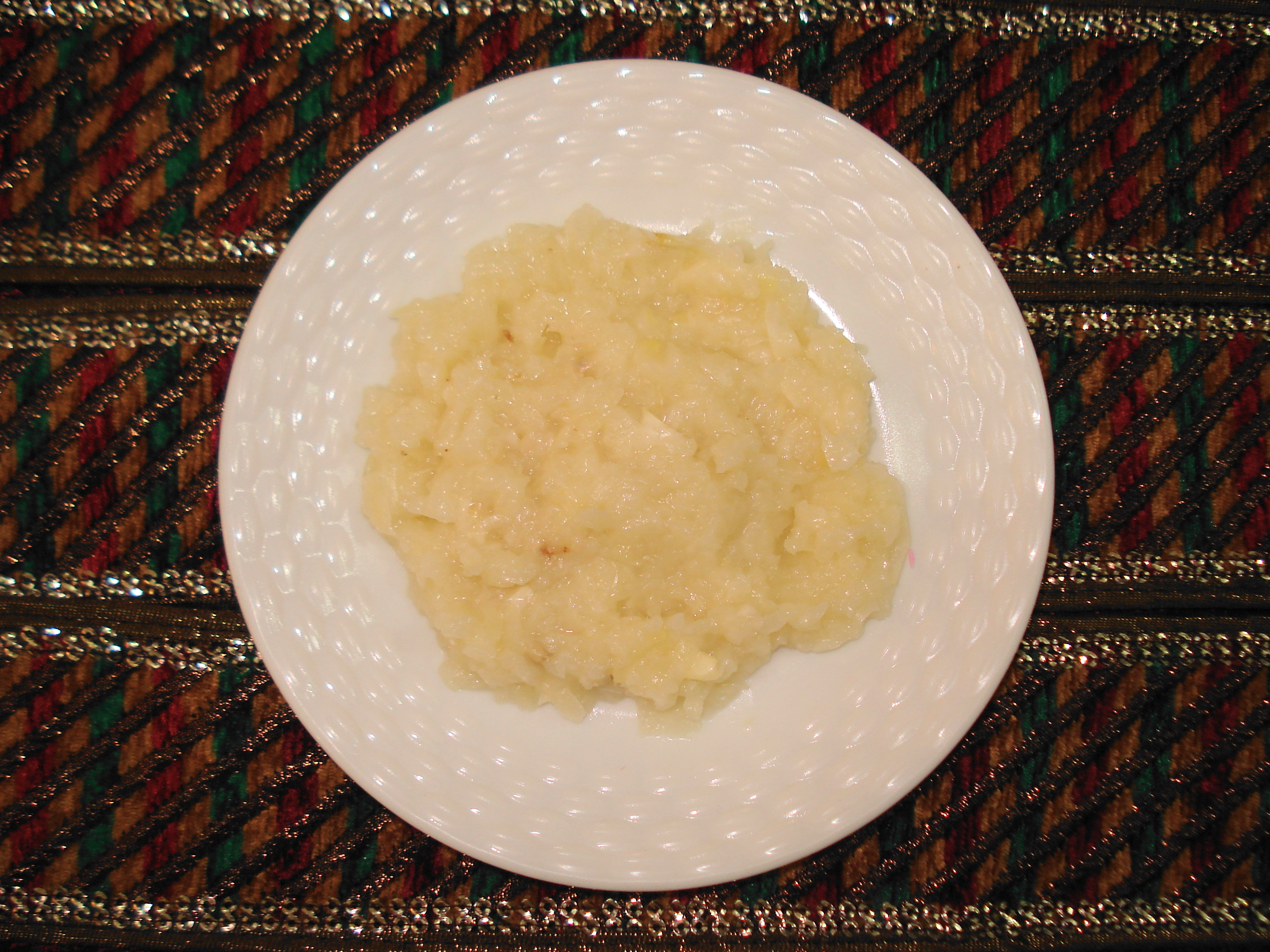
توم

توم سس سیر غلیظی است که در سرزمین شام رایج است. حاوی سیر له‌شده، نمک، روغن زیتون یا روغن نباتی و آب لیمو است که به‌طور سنتی با استفاده از هاون چوبی له می‌شود.

### سس سیر چیلی شیرین
این محصول در سراسر آسیای جنوب شرقی تهیه می‌شود و از فلفل قرمز، سیر، سرکه، شربت شکر به عنوان مواد اصلی استفاده می‌کند که معمولاً با یک غلیظ کننده مانند نشاسته ذرت ترکیب می‌شود.

### تزاتزیکی
منشأ سس کشور یونان است که از سیر خرد شده، خیار رنده شده و ماست تهیه می‌شود. به ویژه در بالکان محبوب است. در بلغارستان "сух таратор" به معنی تاراتور خشک شده، نامیده می‌شود که هیچ شباهتی به تارتور عربی ندارد.

## نگارخانه

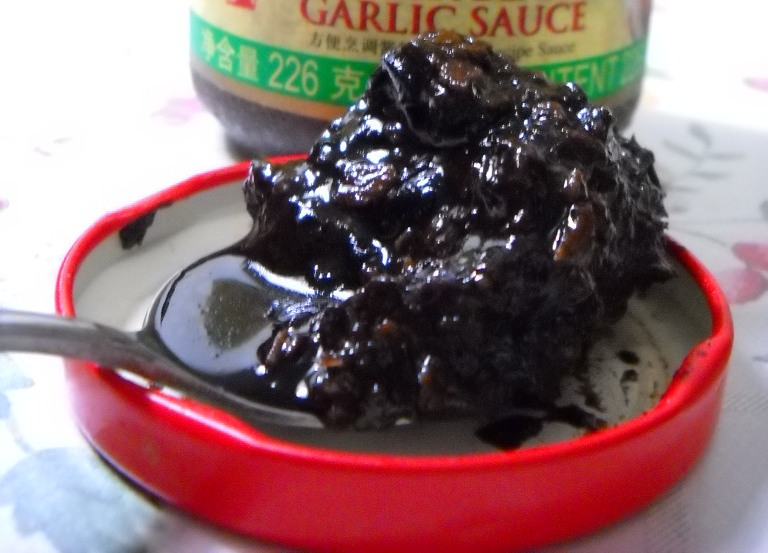
یک سس سیر با نام تجاری دوشی
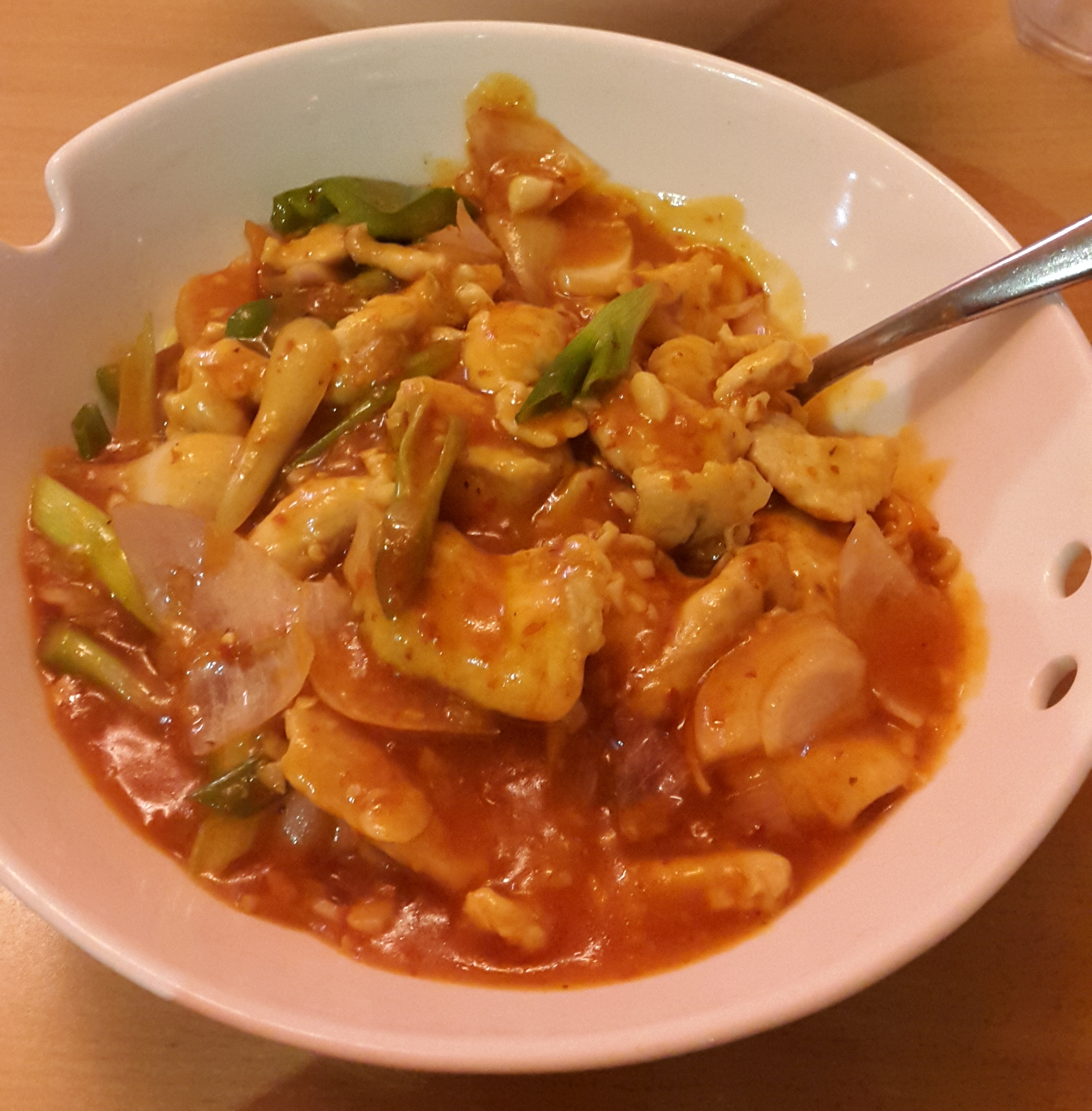
مرغ با سس سیر تند
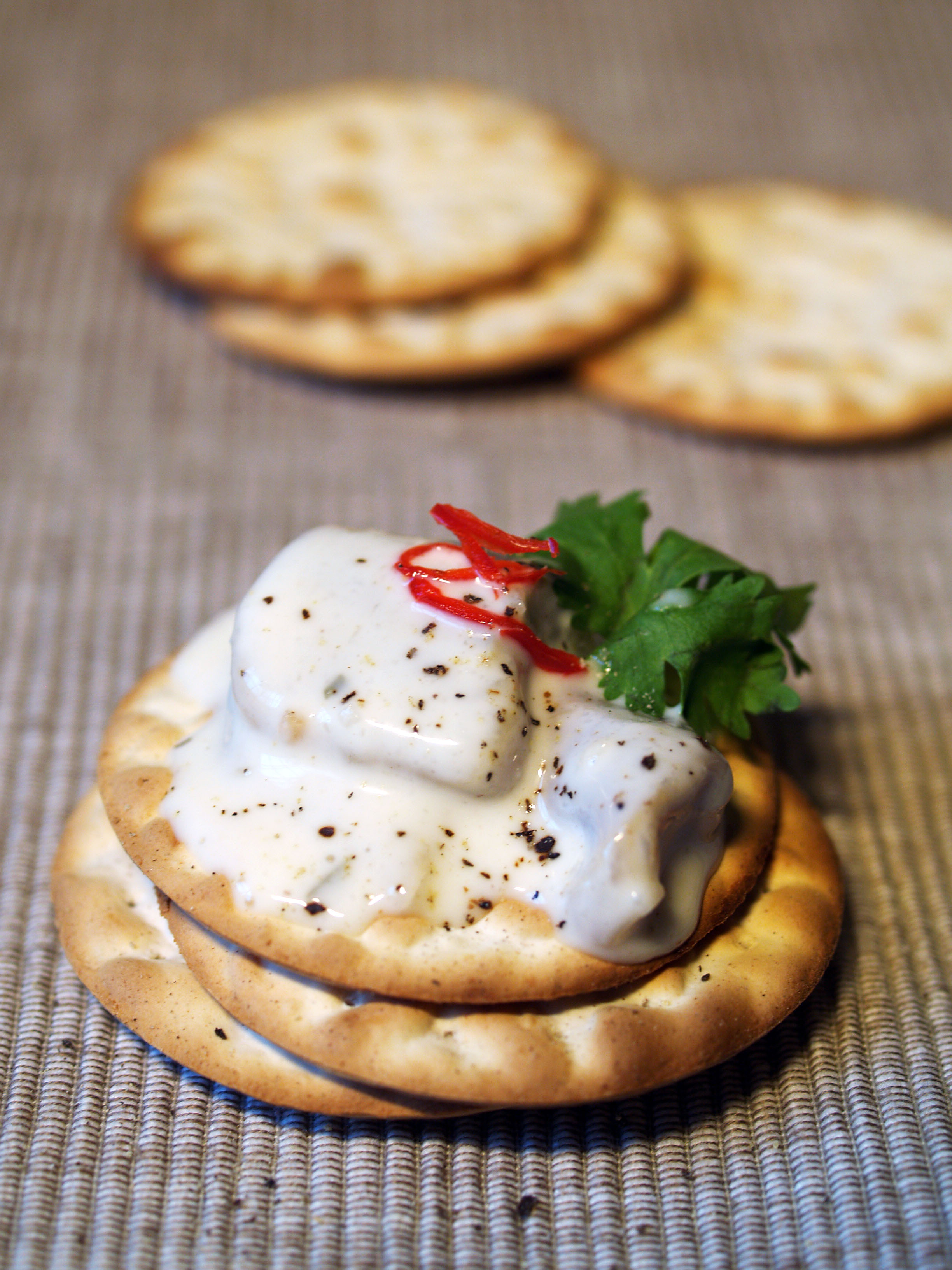
کراکر و شاه‌ماهی که روی آن سس سیر ریخته شده است
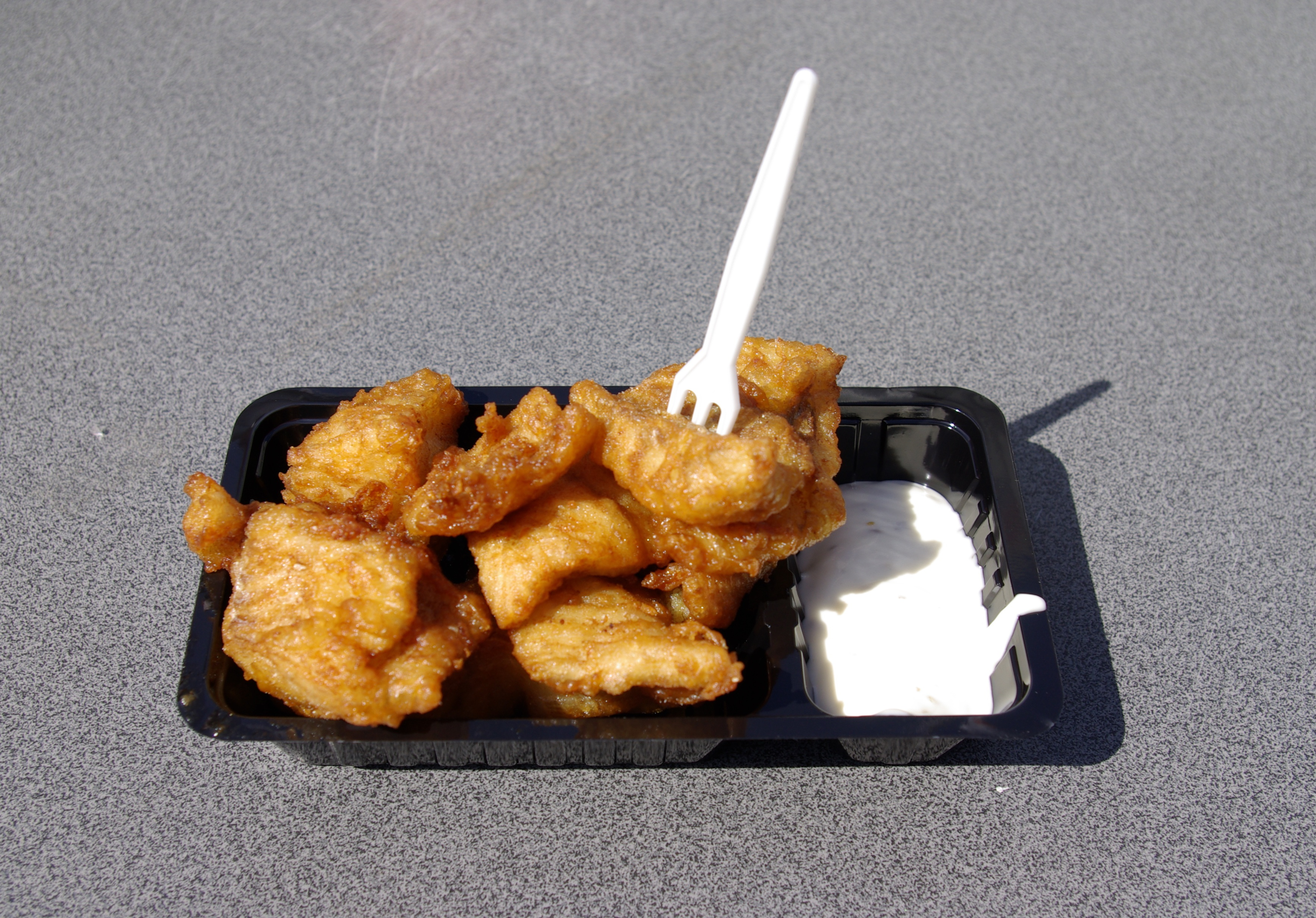
کیبلینگ با سس سیر
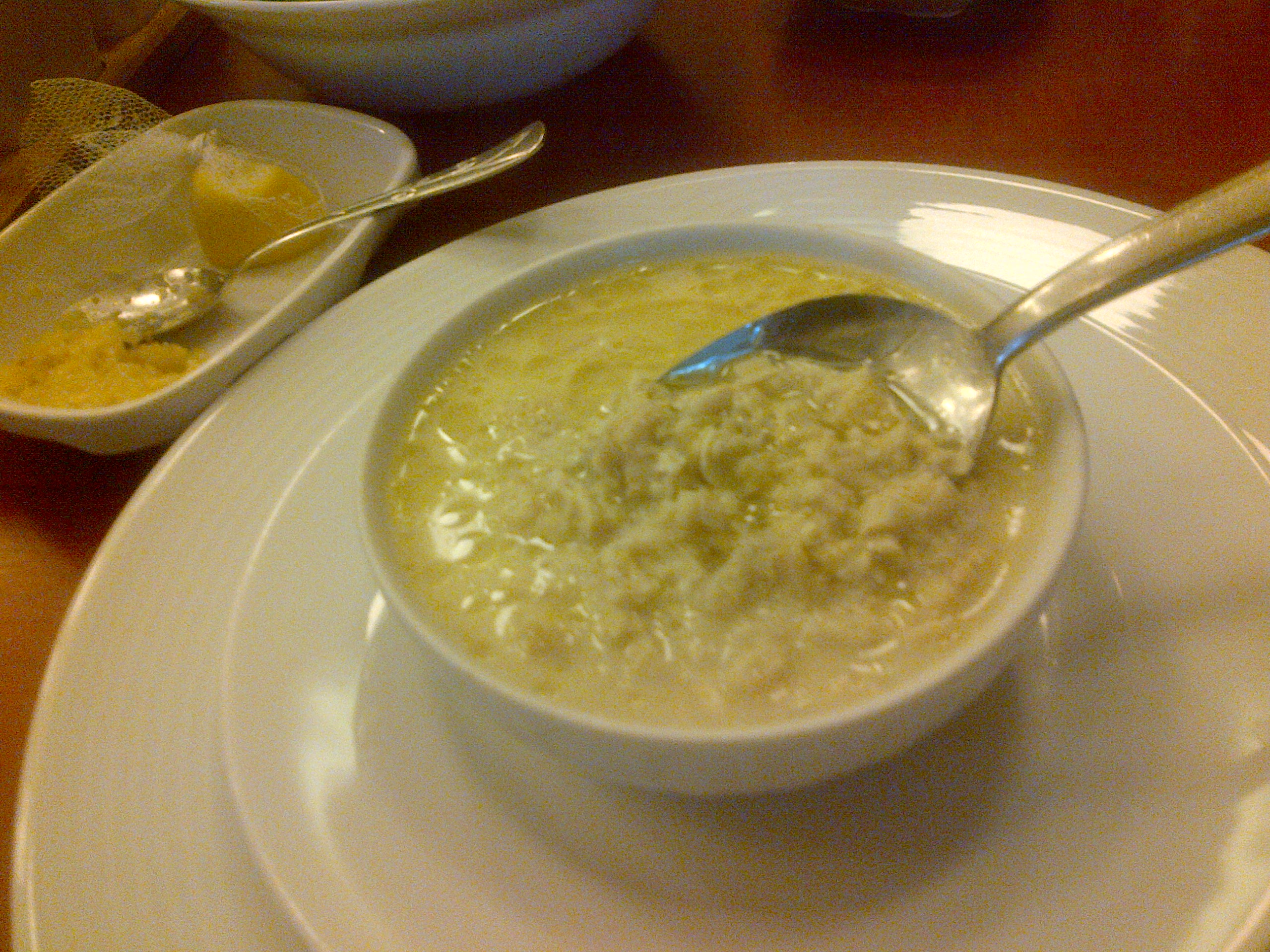
سوپ ایشکمبه با غذای جانبی سس سیر و لیمو
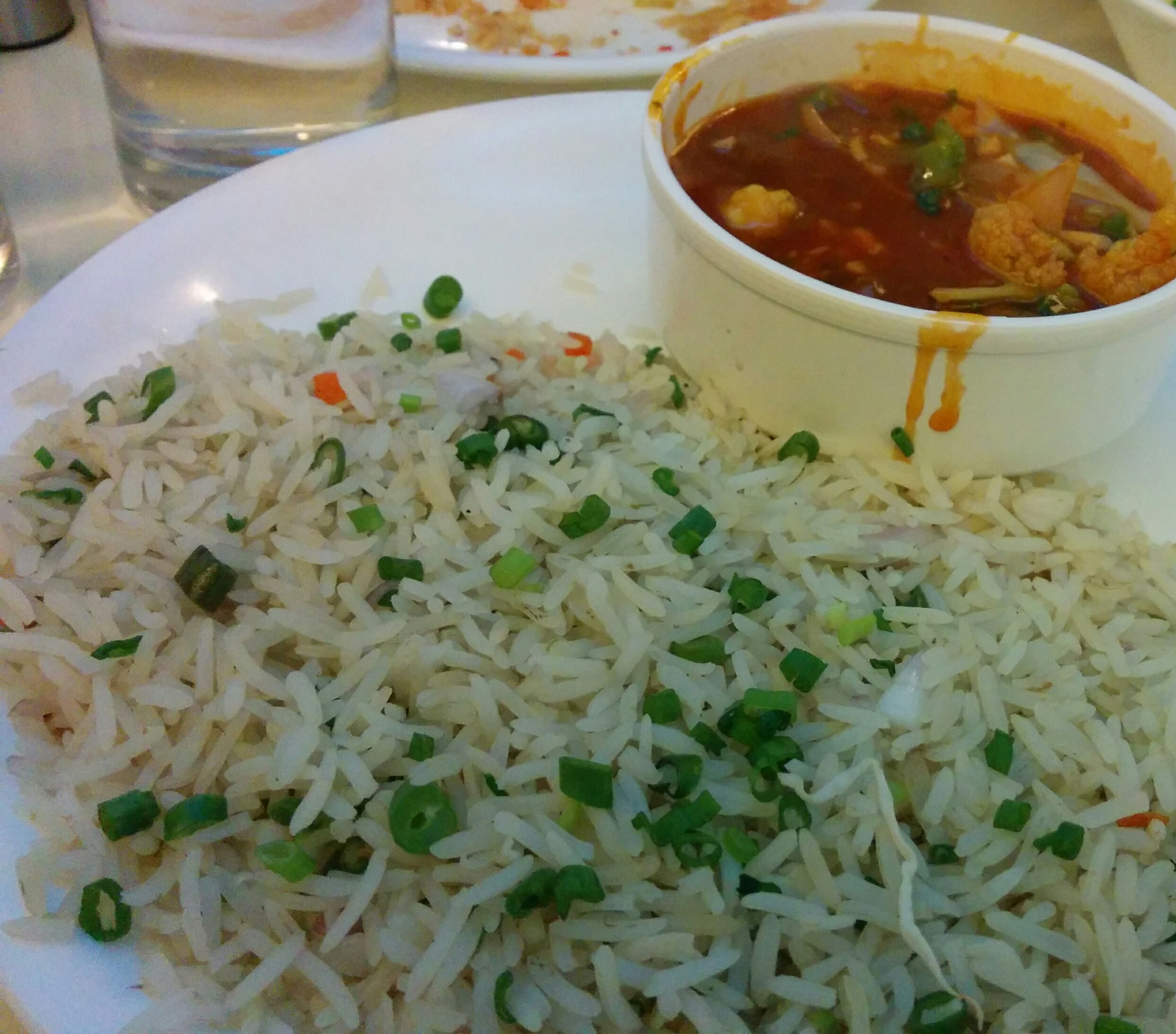
سبزیجات در سس سیر داغ (بالا) با برنج سرخ شده در هند